# American Broadcasting Company
American Broadcasting Company (ABC) (транскр.  Американ броудкастинг кампани (Еј-Би-Си)) је амерички комерцијална радио и телевизијска мрежа која се налази у власништву Disney Media Networks дивизије The Walt Disney Company. Седиште мреже се налази у Бербанку, на Riverside Drive, директно прекопута Walt Disney Studios и суседно од Roy E. Disney Animation Building. Секундарне канцеларије мреже и седиште њеног одељења за вести се налази у Њујорку.
Од 2007. године, када је ABC Radio (сада познат као Cumulus Media Networks) продат компанији Citadel Broadcasting, ABC је смањио своје емитовање готово искључиво на телевизију. Представља пету најстарију велику радиодифузну мрежу на свету и најмлађу од три велике телевизијске мреже. Надимак мреже ABC је „The Alphabet Network”, који представља акроним и прва три слова енглеског алфабета, по реду.
ABC је покренут 1943. године као радио мрежа, као наследник NBC Blue Network, који је купио Едвард Ј. Нобл. Продужио је своје операције 1948. године на телевизију, након корака оснивања телевизијских мрежа CBS и NBC. Средином 1950-их, ABC је спојен са United Paramount Theatres, ланцем филмских биоскопа који су раније функционисали као подружнице Paramount Pictures. Леонард Голденсан је био председавајући UPT, учинио је нову телевизијску мрежу профитабилном помажући у развоју и покретању многих успешних серија. Током 1980-их, након куповине 80 процената интереста у кабловском спортском каналу ESPN, корпоративни власник мреже, American Broadcasting Companies, Inc., спојен је са Capital Cities Communications, власником неколико штампарских публикација и телевизијским и радио станицама. Године 1996, већину имовине Capital Cities/ABC купио је Disney.
ABC има осам функционалних станица и преко 232 афилијативних телевизијских мрежа у Сједињеним Америчким Државама и њеним територијама. Неке ABC афијалисане станице такође могу бити виђене у Канади, преко претплатничких телевизијских оператера, и неке друге придружене компаније могу се такође примати преко ваздуха у областима у близини границе са Канадом и Сједињеним Америчким Државама. ABC News пружа вести и садржај за одабране радио-станице чији је власник Cumulus Media, због тога што су оне власништво ранијег ABC Radio.